# Örjan Ouchterlony
Örjan Thomas Gunnarson Ouchterlony (Estocolmo, 14 de janeiro de 1914 – 25 de dezembro de 2004) foi um médico e bacteriologista |sueco.

## Vida e trabalho
Ouchterlony completou seus estudos médicos até 1942 no Instituto Karolinska. Posteriormente trabalhou no Laboratório Estadual de Bacteriologia (Statens Bakteriologiska Laboratorium), interrompido por uma permanência com Jacques Oudin no Instituto Pasteur. Em 1949 obteve um doutorado com uma tese sobre o diagnóstico da difteria. A partir de 1952 ele foi professor de bacteriologia na Universidade de Gotemburgo. Além de permanências como visitante na Harvard Medical School e no Massachusetts General Hospital (1954) e na Universidade de Montana (1972), Ouchterlony também trabalhou em laboratórios em países em desenvolvimento (Hyderabad 1959, Daca 1968, Mwanza 1985). Aposentou-se em 1980.
Recebeu o Prêmio Paul Ehrlich e Ludwig Darmstaedter de 1961. Foi membro da Sociedade Real de Ciências de Uppsala (1960), da Academia Real das Ciências da Suécia (1968) e da Academia Leopoldina (1971).

## Publicações selecionadas
- Ö. Ouchterlony: Antigen-antibody reactions in gels. In: Acta pathologica et microbiologica Scandinavica. Band 26, Nummer 4, 1949, p. 507–515, ISSN 0365-5555. PMID 18143039.
- Ö. Ouchterlony: In vitro method for testing the toxin-producing capacity of diphtheria bacteria. In: Acta pathologica et microbiologica Scandinavica. Band 26, Nummer 4, 1949, p. 516–524, ISSN 0365-5555. PMID 18143040.
- Ö. Ouchterlony: An in-vitro test of the toxin-producing capacity of Corynebacterium diphtheriae. In: Lancet. Band 1, Nummer 6548, Februar 1949, p. 346–348, ISSN 0140-6736. PMID 18112617.
- Ö. Ouchterlony, H. Ericsson, C. Neumuller: Immunological analysis of diphtheria antigens by the gel diffusion method. In: Acta medica Scandinavica. Band 138, Nummer 1, 1950, p. 76–79, ISSN 0001-6101. PMID 15432145.
- Ö. Ouchterlony: Antigen-antibody reactions in gels. IV. Types of reactions in coordinated systems of diffusion. In: Acta pathologica et microbiologica Scandinavica. Band 32, Nummer 2, 1953, p. 230–240, ISSN 0365-5555. PMID 13079779.
- Ö. Ouchterlony: Diffusion-in-gel methods for immunological analysis. II. In: Progress in allergy. Band 6, 1962, p. 30–154, ISSN 0079-6034. PMID 14482809.
- Ö. Ouchterlony: Handbook of immunodiffusion and immunoelectrophoresis. Ann Arbor Science Publishers, Ann Arbor, 1968.
- Ö. Ouchterlony, J. Holmgren (Hrsg.): Cholera and related diarrheas: molecular aspects of a global health problem. 43. Nobel-Symposium 1978. Karger, Basel 1980, ISBN 3-8055-3060-9.